# 廻神元正
廻神 元正（めぐりかみ もとまさ）は、戦国時代の武将。毛利氏家臣。父は廻神就吉。

## 生涯
天文14年（1545年）、毛利氏家臣の廻神就吉の子として生まれる。幼少の頃から毛利隆元に仕え、給地として6貫目の地を与えられた。
なお、廻神氏は以前は松田氏を称していたが、元正の伯父である氏吉の代に備後国三谿郡廻神村に住したことから、廻神氏と名乗るようになった。
永禄4年（1561年）11月、石見国の福屋隆兼が毛利氏を離反して尼子氏に属したため、毛利元就や隆元らは石見国へ出陣。永禄5年（1562年）2月5日、毛利軍は福屋隆兼の次男の福屋次郎や福屋氏家老の神村下野守らが守る石見松山城を総攻撃して陥落させ、福屋次郎や神村下野守らを討ち取った。元正もこの戦いに従軍しており、敵の陣中に2度も攻め入って敵兵の首を討ち取る殊勲を挙げ、脇差と隆元自筆の歌が書かれた扇子を与えられたものの、壮烈な戦死を遂げた。享年18。
隆元は元正の死を深く惜しみ、同年4月9日に河北俊興を使者として、元正の父・就吉と母・おせんにそれぞれ書状を送り、弔料千疋を贈った。その書状において隆元は、元正は幼少の頃から油断なく奉公しており、元服したので特にその分別を加えようと考えていたところを戦死してしまい、誠に惜しいことであると述べている。また、同年4月27日に隆元は国司就信を使者として就吉のもとへ派遣し、佐波興連の三男で元正の従兄弟にあたる元行（万鶴丸）に元正の後を継がせ、元正の給地であった6貫目の地と浮米15石を与えた。